# Beatrice Grimshaw
 (novembre 2022).
Si vous disposez d'ouvrages ou d'articles de référence ou si vous connaissez des sites web de qualité traitant du thème abordé ici, merci de compléter l'article en donnant les références utiles à sa vérifiabilité et en les liant à la section « Notes et références ».
Beatrice Ethel Grimshaw, née le 3 février 1870 à Dunmurry et décédée le 30 juin 1953, est une écrivaine, poétesse et voyageuse irlandaise.

## Biographie
Beatrice Grimshaw effectue ses études au Victoria College de Belfast. Elle étudie ensuite au Bedford College de Londres et également au Queen's College de Belfast. Elle ne ressort cependant pas diplômée de ses institutions.
Bien que sa famille soit membre de l'Église d'Irlande, elle se convertit au catholicisme après avoir quitté la maison. Beatrice Grimshaw défie les attentes de ses parents en travaillant pour diverses compagnies maritimes, notamment en tant que publiciste pour la ligne Cunard.
Passionnée de plein air et de vélo, elle établit le record de 338 km lors d'un marathon de 24 heures à vélo.
En 1891, Beatrice Grimshaw commence sa carrière d'écrivaine en tant que journaliste sportive pour le Irish Cyclist de Richard J. Mecredy, devenant par la suite sous-rédactrice en chef du magazine. Elle reprend plus tard la publication de la Social Review, qu'elle édite jusqu'en 1903, publiant des poèmes, des dialogues, des nouvelles et deux romans.
Elle parcourt le monde, en particulier l'océan Pacifique largement inexploré par les Européens à l'époque. En 1903, elle est engagée par le Daily Graphic pour faire un reportage sur le Pacifique. Elle écrit alors le récit de ses voyages sur les îles Cook, les Fidji, Niue, aux Samoa et dans les Tonga.  
Après un voyage en Irlande et en Angleterre, Beatrice Grimshaw part en Papouasie à la demande du Times et de Sydney Morning Herald. Là, elle y reste ensuite pendant vingt-sept ans. Elle y devient notamment une amie proche du lieutenant-gouverneur Sir Hubert Murray et de son publiciste officieux. Le gouvernement australien la charge d'écrire une brochure, La Nouvelle-Nouvelle-Guinée. Elle rejoint également des groupes d'exploration de la jungle et remonte avec eux les rivières Sepik et Fly.

## Publications
Beatrice Grimshaw a également publié de nombreux livres comme Broken Away, son premier roman, ainsi que d'autres tel que : 
- Vaiti des îles (1907)
- Quand l'appel des dieux rouges (Mills & Boon, 1911)
- Or de Guinée (1912)
- The Sorcerer's Stone (Hodder & Stoughton, Londres, 1914)
- Reine de corail (1919)
- Simon sauvage blanc (1919)
- Queen Vaiti (Nouvelle-Galles du Sud Bookstall Co. Ltd., 1920)
- L'île terrible (1920)
- Le petit point rouge et autres nouvelles de la mer du Sud (Hurst et Blackett, Londres, 1921)
- The Land of Never-Come-Back et autres histoires (Hurst et Blackett, Londres, 1923)
- Les Sables d'Oro (1923)
- L'île de personne (1923)
- Conn of the Coral Seas (Hurst and Blackett, Ltd., Melbourne, 1922)
- Les Bougies de Katara (1925)
- Eyes in the Corner et autres histoires (Hurst et Blackett, Londres, 1927)
- Les braconniers du paradis (1928)
- La plage de la terreur et autres histoires (Cassell & Co, Londres, 1931)
- Pièces d'or et autres histoires de la mer du Sud (Cassell & Co, Londres, 1935)
- Meurtre au paradis (1941)
- Les blondes disparues (1945)

## Filmographie
- The Adorable Outcast  sorti en 1928, était basé sur son roman de 1922 : Conn of the Coral Seas